# Gudo Hoegel
Gudo Hoegel (* 1. April 1948 in Düren) ist ein deutscher Synchronsprecher, Hörspielsprecher, Schauspieler sowie Hörbuchsprecher.

## Wirken
Hoegel gab sein Fernsehdebüt 1977 in der Fernsehserie Auf der Suche nach dem Glück. Hauptrollen folgten in der Serie Mond, Mond, Mond sowie in mehreren Fernsehspielen wie Die Bombe, Direktmandat und Datenpanne – das kann uns nicht passieren. Es folgten Gastrollen in Wolffs Revier, Derrick, Die Schwarzwaldklinik und Irgendwie und Sowieso. In Hausmeister Krause spielt Hoegel den Hausbesitzer Ralf Fritsch. In der Serie Familie Heinz Becker hatte er in der Folge „Im Supermarkt“ einen Auftritt als Kaufhausdetektiv Egon Dörfler.
Bekannter ist jedoch Hoegels Stimme aus vielen Synchronarbeiten. Er synchronisierte unter anderem Darkwing Duck in der gleichnamigen Serie, Luigi aus Super Mario Brothers Super Show, Die Abenteuer von Super Mario Bros. 3 und Super Mario World, Scott Bakula unter anderem in den Serien Star Trek: Enterprise als Capt. Jonathan Archer und Zurück in die Vergangenheit als Dr. Samuel Beckett, Richard Karn als Al Borland in Hör mal, wer da hämmert (2. Synchronisationsfassung), John Ratzenberger als Cliff Clavin in Cheers und Michael O’Keefe als Fred in Roseanne. Weiter war Hoegel als deutsche Stimme des Hauptdarstellers Mike Myers (als Dr. Evil) in Austin Powers – Das Schärfste, was Ihre Majestät zu bieten hat sowie in der Fortsetzung Austin Powers – Spion in geheimer Missionarsstellung zu hören. Er übernahm die Synchronisation von Timothy Spall in dessen Rolle als Peter Pettigrew in Harry Potter und der Gefangene von Askaban und Harry Potter und der Feuerkelch. Hoegel ist außerdem die deutsche Stimme von Daniel Auteuil. Im Ego-Shooter Bioshock spricht er die Rolle des Andrew Ryan. Neben anderen synchronisierte er Buddy Hawks und Hondo MacLean in der Zeichentrickserie M.A.S.K. Er synchronisierte außerdem Gerald Broflovski und Jimbo Kern in South Park und den Busfahrer Otto Mann in Die Simpsons. Im Anime One Piece ist er außerdem als Buggy der Clown zu hören. In Sailor Moon synchronisierte Hoegel Kunzite, einen der Großen Vier des Königreichs des Dunkeln. In Die gruseligen Abenteuer von Billy und Mandy ist er als Sense, der Sensenmann zu hören. In der Zeichentrickserie Der Mondbär sprach er den Fuchs Reineke. Außerdem synchronisierte er Toshimi Konakawa in dem Anime-Film Paprika.
2007 synchronisierte Hoegel die im Original von Ian Holm gesprochene Rolle des Skinner in dem Animationsfilm Ratatouille. Zwischen 2012 und 2014 übernahm er die Synchronrolle von Connie, der lesbischen Rangerin der Serie Brickleberry.
Zudem übernimmt er auch Rollen in Hörspielen wie zum Beispiel 2014 in der Vertonung des Falls Der Bund der Rotschöpfe in der Sherlock-Holmes-Reihe von Titania Medien.
Seit der 29. Staffel leiht Hoegel dem Barkeeper Moe Szyslak aus Die Simpsons seine Stimme. Der bisherige Sprecher Bernd Simon, der ihn von der ersten Staffel an sprach, ist im November 2017 gestorben. In der zweiten (2017) und dritten (2018) Staffel der Amazon-Serie The Man in the High Castle spricht Hoegel Kenneth Tigar in der Rolle des Heinrich Himmler.

## Filmografie (Auswahl)

### Als Schauspieler
- 1976: Inspektion Lauenstadt (Fernsehserie, Folge Der Kompagnon)
- 1979–1982: Derrick (Fernsehserie, drei Folgen)
- 1983: Datenpanne – das kann uns nie passieren (Fernsehfilm)
- 1984: Gespenstergeschichten: Das Gesicht
- 1986: Irgendwie und Sowieso (Fernsehserie, 2 Folgen)
- 1988: Die Bombe (Fernsehfilm)
- 1993: Familie Heinz Becker (Fernsehserie, Folge Im Supermarkt)
- 2000: Der Clown (Fernsehserie, Folge Schwesterherz)
- 2003–2010: Hausmeister Krause – Ordnung muss sein (Fernsehserie, 11 Folgen)

### Als Synchronsprecher
Daniel Auteuil
- 1988: Einige Tage mit mir als Martial Pasquier
- 1992: Ein Herz im Winter als Stephane
- 2000: Die Witwe von Saint-Pierre als Jean
- 2012: The Lookout – Tödlicher Hinterhalt als Mattei

Timothy Spall
- 2004: Harry Potter und der Gefangene von Askaban als Peter Pettigrew
- 2005: Harry Potter und der Feuerkelch als Peter Pettigrew
- 2007: Sweeney Todd – Der teuflische Barbier aus der Fleet Street als Beadle Bamford
- 2016: Verleugnung als David Irving

Scott Bakula
- 1989–1993: Zurück in die Vergangenheit als Samuel Becket
- 2001–2005: Star Trek: Enterprise als Captain Jonathan Archer
- 2012: Desperate Housewives als Trip Weston

Chico Marx
- 1939: Die Marx Brothers im Zirkus als Antonio (Neusynchro)
- 1940: Die Marx Brothers im Wilden Westen als Joe Panello (Neusynchro)

Graham McTavish
- 2014–2016: Outlander als Dougal MacKenzie
- seit 2022: House of the Dragon als Ser Harrold Westerling

#### Filme
- 1959: Für Sean Connery in Das Geheimnis der verwunschenen Höhle als Michael McBride (Neusynchro)
- 1960: Für Wally Campo in Kleiner Laden voller Schrecken als Det. Sgt. Joe Fink / Erzähler (1. Synchro)
- 1971: Für Peter Brown in Chrom und heißes Leder als Al
- 1985: Für David Hasselhoff in Der Schrecken der London Bridge als Det. Don Gregory
- 1996: Für Hugh Laurie in 101 Dalmatiner als Jasper
- 2002: Für Tetsu Watanabe in Das Königreich der Katzen als Muta
- 2009: Für John Michael Higgins in Fired Up! als Coach Keith
- 2017: Für Aden Gillett in The Foreigner als Ross
- 2020: Für Mike Pniewski in Der Fall Richard Jewell als Brandon Walker

#### Serien
- 1991–1992: Für Jim Cummings in Darkwing Duck als Darkwing Duck/Eddie Erpel
- 1991–1999: Für Richard Karn in Hör mal, wer da hämmert als Albert „Al“ Borland
- 1991–1993: Für Bruno Lucia in Rock ’n’ Roll Daddy als Wayne Lovett
- 1995: Als die Tiere den Wald verließen als Rabe
- Seit 1999: Für Shigeru Chiba in One Piece als Buggy der Clown
- 2011–2012: Für Francis Magee in Game of Thrones als Yoren
- 2015: Für Wade Williams in Crisis als Delman Birch
- 2017–2021: Für Paul Calderón in Bosch als Det. Santiago „Jimmy“ Robertson
- seit 2018: Für Hank Azaria in Die Simpsons als Barkeeper Moe Szyslak
- 2019: Für James Adomian in Disney Amphibia als Sheriff Buck Leatherleaf
- 2021: Für Fred Melamed in WandaVision als Arthur Hart
- 2023: One Piece (Live-Action-Serie) als Buggy der Clown

## Hörbücher & Hörspiele (Auswahl)
- 2015: Michael Thode: Das stumme Kind (Buch: ISBN 978-3-404-16988-7)
- 2017: Cars 3 – Evolution – Das Original-Hörspiel zum Disney/Pixar Film, Walt Disney Records
- 2015: Alan Russell: Brennende Erinnerung (Audible, Buch: ISBN 978-1-5039-3316-3)
- 2021: Sam Heughan & Graham McTavish: CLANLANDS (gemeinsam mit Johannes Raspe & Ulrike Kapfer), Argon Verlag, ISBN 978-3-7324-5769-4 (Hörbuch-Download)